# Абдулов, Гавриил Данилович
Гаврии́л Дани́лович Абду́лов (25 марта [7 апреля] 1908, село Красное, Смоленская губерния, Российская империя — 24 февраля 1980, Фергана, Узбекская ССР, СССР) — советский театральный деятель, режиссёр и актёр. Был художественным руководителем и главным режиссёром в ряде городов СССР. Создатель и руководитель русского драмтеатра в Фергане. Заслуженный артист РСФСР (1956); Заслуженный артист Узбекской ССР (1958); Заслуженный деятель искусств Каракалпакской АССР. Отец народного артиста РСФСР Александра Абдулова.

## Биография
Родился 25 марта (7 апреля) 1908 года в селе Красное Смоленской области. Русский.
Учился в институте кинематографии в Москве, который окончил в 1931 году. Непродолжительное время работал на кинофабрике Мосфильм.
С 1932 работал актёром, художественным руководителем, режиссёром во многих театрах страны:
- 1932—1933 в Алма-Ате
- 1933—1935 в Уральске (Уральский русский драматический театр имени А. Н. Островского)
- 1935—1937 в Сухуме.

С 1937 г. и до конца жизни в 1980 г. (в течение 43 лет) , но со значительными перерывами (1951-56 гг. и 1962-63 гг.), жил и работал в Фергане. Его называют основателем, главным режиссёром и художественным руководителем русского драматического театра в этом городе, но он также внёс свой вклад и в становлении местного узбекского театра.
Добровольцем участвовал в Великой Отечественной войне: капитан, командир 68-й отдельной гвардейской разведроты 67-й гвардейской стрелковой дивизии 6-й гвардейской армии 2-го Прибалтийского фронта, был 5 раз ранен. Награждён орденом Красной Звезды. В 1943 году вступил в ВКП(б).
В 1951 году уехал из Ферганы и стал главным режиссёром Тобольского драматического театра Тюменской области Российской СФСР. На этой должности он организовал празднование 250-летия театра, а 12 января 1956 был удостоен звания Заслуженный артист РСФСР. При нём к зданию театра была пристроена башенка, придавшая театру особый облик, развивалась практика летних гастролей театра водным транспортом по Оби по отдалённым городам Западной Сибири, где в то время ещё не началась нефтегазодобыча: Ханты-Мансийск, Октябрьский, Берёзово, Нарыкар, Салехард.
После 1956 года вернулся в Фергану, в 1958 году получил звание «Заслуженный артист Узбекской ССР». В 1962—1963 годах работал художественным руководителем Мичуринского театра Тамбовской области Российской СФСР. Там он тоже играл на сцене, ставил спектакли, писал пьесы. Организовал мероприятия к 100-летию со дня рождения К. С. Станиславского. Организовал творческую студию при театре, в которой передавал свой опыт молодёжи.
Вернулся в Фергану. В конце 1960-х — начале 1970-х работал художественным руководителем театра в столице Каракалпакии городе Нукусе, за что получил звание Заслуженного деятеля искусств Каракалпакской АССР. Снова вернулся в Фергану, где работал до пенсии и скончался 24 февраля 1980 года от инфаркта в день рождения сына Владимира 1947 г.р. (в 33 года), которого убили 2 мая  в том же году.

## Семья
Первая жена — Ольга. Гавриил Абдулов, уйдя на фронт потерял связь с женой и сыном на многие годы. Деревня Хлыстово попала под бомбёжку. Когда Абдулов-старший вернулся с фронта, он не сумел найти родных. Через некоторое время он встретил свою будущую вторую жену и уехал жить с ней в Тобольск. Когда его первая жена с Юрием вернулась в Хлыстово, Гаврила[уточнить] узнал об этом и встретился с ними, но со второй женой разводиться не стал.
Сын — Юрий Гавриилович Абдулов (1932—2007).
Вторая жена — Людмила Александровна Крайнова (1920—2017), работала в театре костюмером-гримёром, во время войны потеряла первого мужа.
Пасынок — Роберт Крайнов (1940—2011)
Сын — Владимир Гавриилович Абдулов (1947—1980). Убит.
Сын — Александр Абдулов (1953—2008), советский и российский актёр.

## Творчество
В ферганском театре в репертуарном плане предпочитал ставить актуальные пьесы советской драматургии, играя в них центральные роли:  Бориса Волгина в пьесе «Чудак» Афиногенова (1932), Чапаева в одноимённой постановке по Фурманову (1936), Костю Капитана в пьесе Погодина «Аристократы» (1936), «Русский вопрос» Симонова (1947), «Крылья» Корнейчука (1958). Г. Д. Абдулов сыграл В. И. Ленина в ряде спектаклей типичного для советских театров «ленинского» репертуара: «Человек с ружьём» (1939) и «Кремлёвские куранты» (1940—1948) Погодина; «Ленин в 1918 году» в пьесе Каплера и Златогоровой (1940), «Именем революции» Шатрова (1958).
Абдулов помогал развитию и узбекского ферганского театра, осуществив постановки: «На стальных путях» Атабекова (1939), «Пограничники» Билль-Белоцерковского (1938), «За Родину» Пулата (1939), «Песня жизни» Уигуна (1948).
В Тобольске Г. Д. Абдуловым ставятся пьесы Б. Лавренёва «Разлом» Гоу и Д’Юссо «Глубокие корни»; к юбилею театра он поставил три спектакля: А. Корнейчука «Крылья», А. Афиногенова «Мать своих детей» и И. Л. Робина «Гордость России». Пьеса московского драматурга И. Л. Робина прошла в Тобольске премьерным показом была посвящена знаменитому уроженцу Тобольска Д. И. Менделееву.
В конце 1960 — начале 1970-х годов Абдулова приглашают из Ферганы в Нукус, центр Каракалпакии, для художественного руководства каракалпакским театром, в котором в этот момент значительно обновился творческий состав. Перед театром ставились задачи создания каракалпакского национального репертуара, что вызывало трудности из-за малого числа национальных пьес. В соавторстве с Т. Бандиевым он инсценировал роман каракалпакского писателя Т. Каипберенова «Дочь каракалпака», постановка которой была осуществлена режиссёром Р. Торениязовым в 1967 году и считается значительным вкладом в национальную культуру.

## Память
В честь Г. Абдулова названа одна из улиц Ферганы.